# الدوري المغربي لكرة القدم 1965–66
الدوري المغربي لكرة القدم 1965-1966 هو الموسم 10 من البطولة الوطنية المغربية لكرة القدم . يتنافس خلاله 14 من أفضل الأندية الوطنية المغربية.توج بهذا الموسم فريق الوداد البيضاوي .